# Битка код Черињоле
Битка код Черињоле вођена је 28. априла 1503. године између француске и шпанске војске. Део је Другог италијанског рата, а завршена је шпанском победом.

## Битка
Шпанску војску предводио је Фернандес де Кордова, а чинило ју је око 4.500 пешака и 1.800 коњаника. Први у историји тактике, Кордова је комбиновао фортификацију (ров са бедемом), ватру (стрелце и артиљерију) и удар (противнапад). Од тада ће то бити основни елементи битке. Француска војска (отприлике исте јачине) под командом војводе од Немура, потпуно је разбијена. Губици Шпанаца били су безначајни. Француски губици процењују се на 3.000 до 4.000. Битка код Черињоле довела је до тренутне равнотеже између Шпанаца и Француза.